# Realistic Crew
A Realistic Crew egy 2001-ben alakult, budapesti székhelyű zenekar. Zenéjükben keveredik az absztrakt hiphop, a jazz, a jungle, a trip-hop és az alternatív zene. A harmadik magyar zenekar (a Besh o droM és az Európa Kiadó mellett), akik felléptek a Glastonbury fesztiválon. 2012-ben feloszlottak.

## Tagok
Állandó tagok:
- Vranik Krisztián
- Kalotás Csaba
- Hegyi Dávid
- Kárpáti Dódi
- Márkos Albert
- Berger Dalma
- MC Zeek
- Szőcs Gergő
- Barczi Orsolya "Orsi"
- Hegyi Áron
- Tettamanti Tamás

## Albumok
- 2004 – Growgrow/testlies
- 2007 – Overcome
- 2009 – Freedom Eats The Soul

## Nagyjátékfilm-zenék
- 2005 – Fekete Kefe / Black Brush (rendező : Vranik Roland)      (Kalotás Csaba, Vranik Krisztián)
- 2008 – Pinprick / Szobafogság (rendező : Daniel Young)            (Kalotás Csaba, Hegyi Dávid)
- 2009 – Adás / Transmission (rendező : Vranik Roland)            (Kalotás Csaba, Vranik Krisztián, Hegyi Dávid)

## Rövidfilm-zenék
- Réthelyi András – Kommersz (Kalotás/Vranik)
- Réthelyi András – Defekt (Kalotás/Vranik)
- Lakos Nóra – Hanna (Kalotás/Vranik)
- Szűcs Banner Loránd – Battime Story (Kalotás/Vranik)
- Szűcs Banner Loránd – A Pipás (Kalotás/Hegyi)
- Nyerky Zsanett – Kedd (Vranik)
- Baktay Anna-Réka – Magyar Hullám (Kalotás)
- Novák András – Modell (Kalotás)
- Lőrincz Nándor – Csak segélyhívás (Kalotás)
- Lengyel Balázs – Balance (Kalotás)

## Színházi zenék
- Schimmelpfennig – Nő a múltból / Örkény színház / rendező: Ascher Tamás (Vranik Krisztián)
- Dürrenmatt – Ígéret / Új Mappa Társulat / rendező: Mátyássy Péter (Kalotás Csaba)

## Külső hivatkozások
- Hivatalos oldal
- Myspace